# Dragovita
Dragovita (izvirno srbsko Драговита) je naselje v Srbiji, ki upravno spada pod Občino Dimitrovgrad; slednja pa je del Pirotskega upravnega okraja.

## Demografija
V naselju živi 75 polnoletnih prebivalcev, pri čemer je njihova povprečna starost 56,6 let (58,3 pri moških in 54,6 pri ženskah). Naselje ima 38 gospodinjstev, pri čemer je povprečno število članov na gospodinjstvo 2,13.
To naselje je v glavnem bolgarsko (glede na popis iz leta 2002).
|  |

| Demografija | Demografija     | Demografija     |
| Leto        | Št. prebivalcev | Št. prebivalcev |
| ----------- | --------------- | --------------- |
|             |                 |                 |
|             |                 |                 |
|             |                 |                 |
|             |                 |                 |
| 1948        | 938             |                 |
| 1953        | 953             |                 |
| 1961        | 719             |                 |
| 1971        | 467             |                 |
| 1981        | 186             |                 |
| 1991        | 95              | 95              |
| 2002        | 81              | 81              |
|             |                 |                 |

| Etnična sestava po popisu iz leta 2002 | Etnična sestava po popisu iz leta 2002 | Etnična sestava po popisu iz leta 2002 | Etnična sestava po popisu iz leta 2002 | Etnična sestava po popisu iz leta 2002 |
| -------------------------------------- | -------------------------------------- | -------------------------------------- | -------------------------------------- | -------------------------------------- |
| Bolgari                                | Bolgari                                |                                        | 62                                     | 76,54%                                 |
| Srbi                                   | Srbi                                   |                                        | 5                                      | 6,17%                                  |
| Jugoslovani                            | Jugoslovani                            |                                        | 1                                      | 1,23%                                  |
| Neznano                                | Neznano                                |                                        | 0                                      | 0,0%                                   |